# Колумбија Сити (Индијана)
Колумбија Сити (енгл. Columbia City) град је у америчкој савезној држави Индијана.

## Демографија
По попису из 2010. године број становника је 8.750, што је 1.673 (23,6%) становника више него 2000. године.
| Група             | 2000.         | 2010.         |
| Белци             | 6.883 (97,3%) | 8.344 (95,4%) |
| Афроамериканци    | 23 (0,3%)     | 43 (0,5%)     |
| Азијати           | 6 (0,1%)      | 43 (0,5%)     |
| Хиспаноамериканци | 85 (1,2%)     | 189 (2,2%)    |
| Укупно            | 7.077         | 8.750         |